# Скелелазіння у Фонтенбло

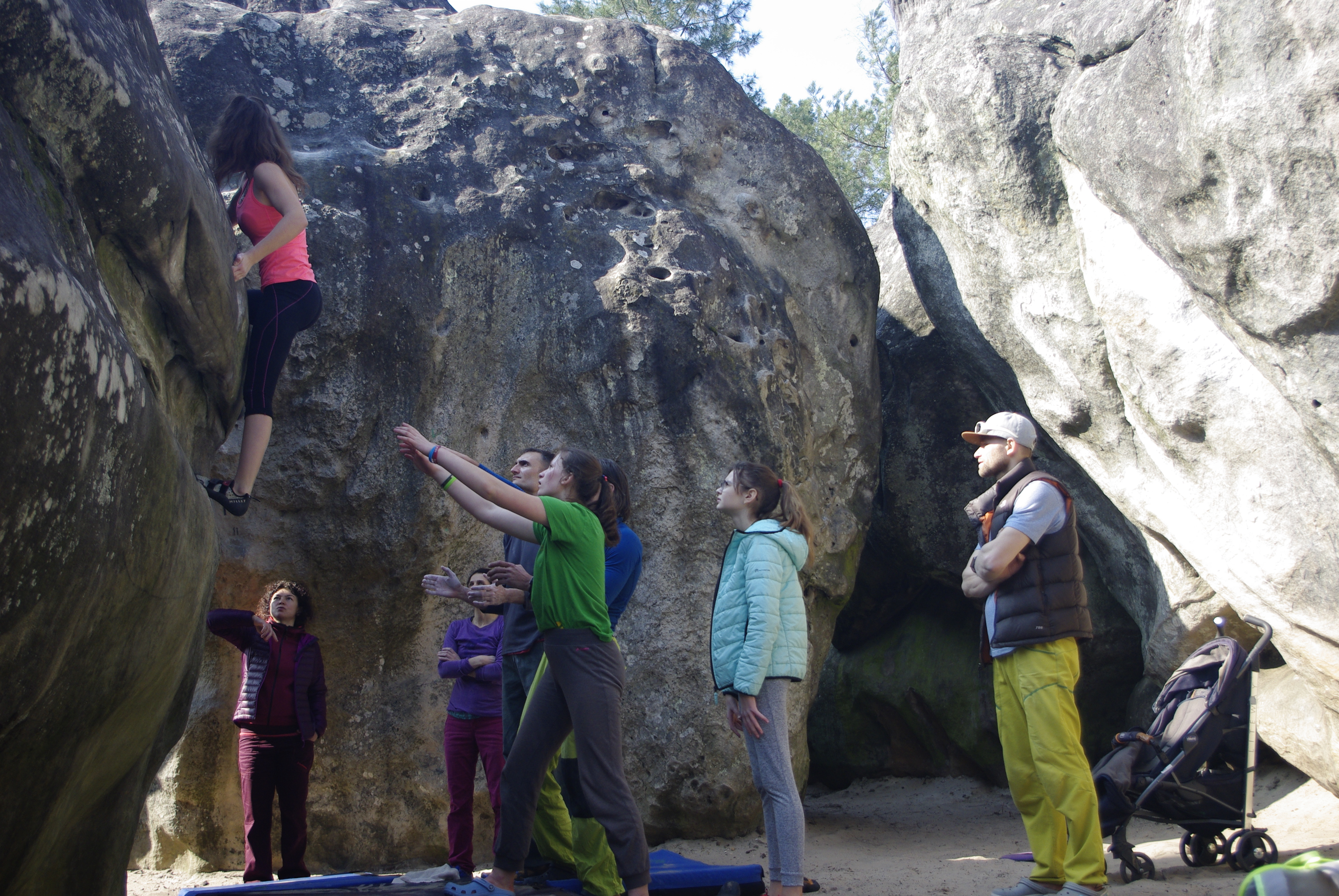
Боулдерінг у секторі Елефант Фонтенбло

У лісі Фонтенбло у Франції, розташованому на південь від Парижу, знаходиться найпопулярніший боулдерінговий район у світі. У базі даних сайта 8a.nu кількість проходжень у другому за популярністю районі менша на порядок. Усього тут розташовано більше 30 000 боулдерінгових проблем у 254 секторах.
Популярність району значною мірою зумовлена великою кількістю нескладних маршрутів та рівними піщаними майданчиками для безпечного приземлення під камнями. Французькі альпіністи тренувалися тут, починаючи з 19-го століття. Також тут була створена шкала оцінювання складності боулдерів(Fontainebleau grading system), що наразі застосовується найчастіше у Європі.

## Історія
Перші задокументовані спроби боулдерінгу, імовірно, відносяться до 1870-х років. Довгий час боулдерінг розглядається виключно як підготовка до альпінізму. 

В 1874 році Ернест Сезанн заснував у Парижі Французький альпійський клуб. Під час походів у розташований поруч ліс Фонтенбло його учасники відкрили для себе магію каменів з піщаника. Під дією чар лісу, вони зрозуміли, що боулдерінг буде чудовою підготовкою до майбутніх альпійських експедицій.
— "Fontainebleau", Emmanuel Ratouis
Перший гайдбук з'явився 1945 року за авторством Моріса Мартіна. Розмічати боулдери почали з 1947 року, З 1980-х років для різної складності маршрутів застосовували фарбу різного кольору згідно зі стандартизованою шкалою. По мірі росту складності: біла(дитячі маршрути), жовта, помаранчова, синя, червона, чорна і знову біла. 
Лише у 1980-х роках, коли до скелелазіння почали ставитися, як до виду спорту, боулдерінг став розглядатися як самодостатня дисципліна.

## Геологія
Камені Фонтенбло — це ерозійні залишки епохи Олігоцену, молоді за мірками геології. Можливо, їхня поява зумовлена локалізованою мінералізацією пісковика, в результаті якої окремі з'явилися окремі вузлові елементи більш стійкі до ерозії. 

## Шкала оцінювання та позначення боулдерів

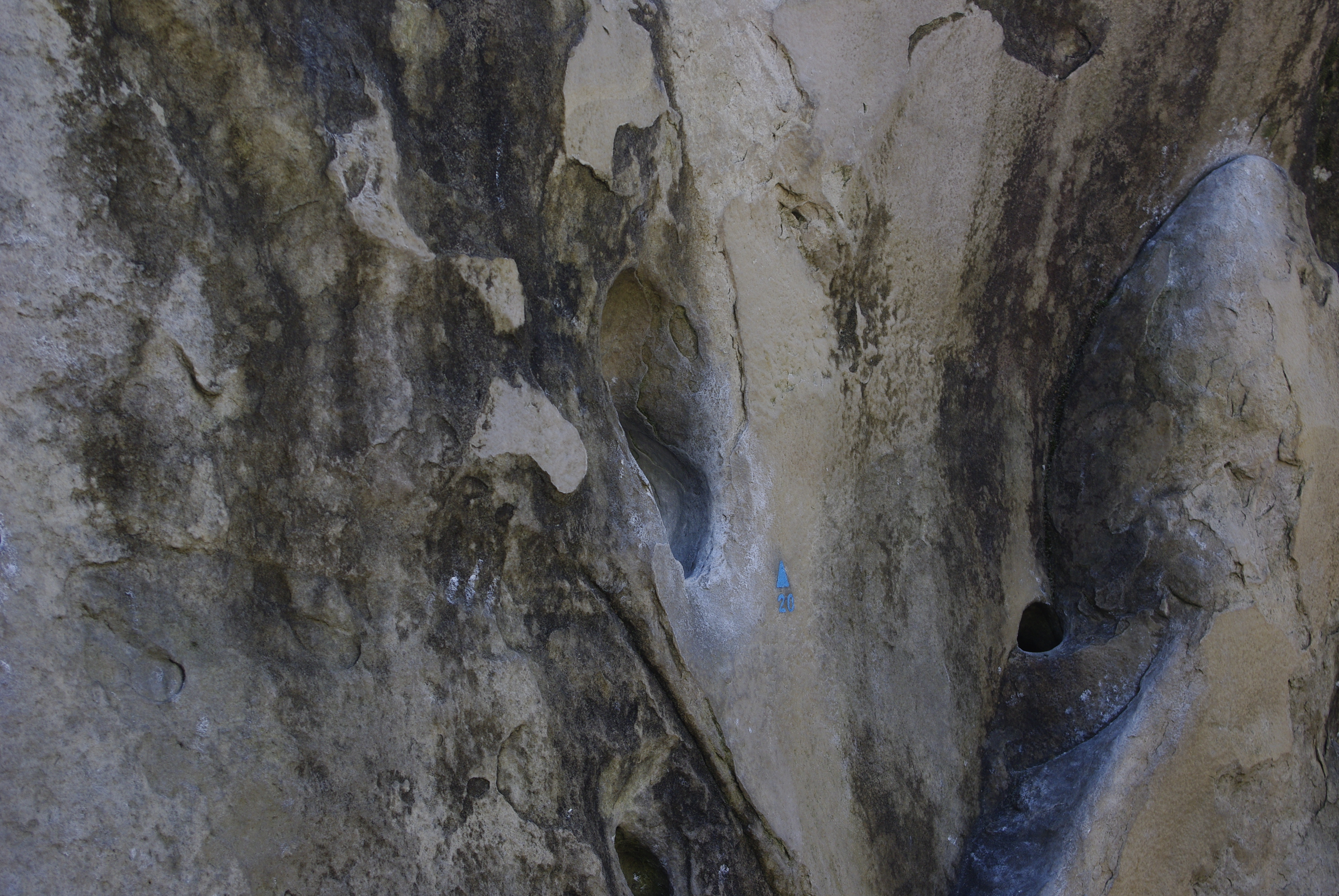
Мітка боулдерингу у Фонтенбло

Використовується дві шкали оцінювання, що доповнюють одна одну. 
- Описова система ("difficulté" у французьких гайдбуках), яка починається з F (Facile, легко) і йде до ED+ (Extrêmement Difficile Supérieur, складніше за надзвичайно складно) та стосується всього маршруту. У цій системі оцінюється загальна складність та небезпечність. Простий маршрут з одним важким рухом оцінюється нижче ніж інший маршрут з таким самим найскладнішим рухом, проте є багато інших небезпечних або складних рухів.

| Колір                                       | Абревіатура | Опис                  | Переклад             | Приблизна цифрова категорія |
| ------------------------------------------- | ----------- | --------------------- | -------------------- | --------------------------- |
| Білий                                       | Enf.        | Enfants               | Дитячий              | none                        |
| Жовтий                                      | F           | Facile                | Легкий               | 2–3                         |
| Помаранчевий                                | AD          | Assez difficile       | Достатньо складний   | 3–4                         |
| Синій                                       | D           | Difficile             | Складний             | 4–5                         |
| Червоний                                    | TD          | Très difficile        | Дуже складний        | 5–6                         |
| Чорний або білий або флуоресцентний рожевий | ED          | Extrêmement difficile | Надзвичайно складний | 6-7                         |

(У стовпчику Переклад наведений дослівний переклад прикметників з французької мови. Вони не мають жодного стосунку до інших систем оцінювання складності маршрутів.)
- Цифрова система ("cotation" у французьких гайдбуках) є відкритою системою, що починається з 1. Починаючи з шісток, до цифри додається суфікс у вигляді літери a, b чи c, інколи ще з +. Найскладнішою категорію станом на 2019 рік у цій системі є 9а. Маршрути оцінювалися за одним найскладнішим рухом. Проте зараз враховується складність послідовності рухів також[3].